# 요한 크리스토프 고트셰트
요한 크리스토프 고트셰트(Johann Christoph Gottsched, 1700년 2월 2일∼1766년 12월 12일)는 독일 고전주의의 대표적 문학가이다.

## 생애
목사의 아들로 동프로이센 쾨니히스베르크 출생으로 크리스티안 볼프의 제자가 되었다.
그는 이전의 마르틴 오피츠와 마찬가지로 새로운 문학의 출발점에 점을 찍었다고 할 수 있으나, 그는 명예욕이 강하고, 교육자적 측면에 관심을 기울여 1730년에 모교 라이프치히 대학 교수에 취임하였다. 대학에서 본격적으로 1734년 이후 문학과 철학을 강의하는 한편, 문예 일반, 특히 연극(극단) 개혁, 독일어 개량에 힘을 썼으며, 한때는 문단의 대본산으로 자타의 인정을 받았다.

## 작품 및 세계관
1730년은 그에게 중요한 해가 된다. <비판적 시학의 시도 - 혹은 독일인을 위한 비평적 시작법 시론>(Versuch einer critischen Dichtkunst vor die Deutschen)을 저술하였는데, 이는 작시의 지도서로 프랑스 시인을 모범하고, 예술에서 감정과 감각의 추방을 제창하였다. 이로 인해 1727년부터 1740년 경까지 그의 명성이 널리 알려진다. 그로부터 약 20년 동안 당시의 문단을 독재적으로 지배하였기 때문이다. 그는 이 책을 저술하여 문학상의 법칙을 수립하려 하였으나 극단적인 합리주의에 빠져 문학을 도덕적 교화의 도구로 간주했다는 이유로 보드머와 브라이팅거 이 두 명의 교수들을 중심으로 많은 스위스 청년시인들에게 공격을 받았다.
그가 교육자적 측면에 강하다는 사실은 다음과 같은 작품들에서 유추할 수 있는데, 왜냐하면 공화주의 사상에서 쓴 독창적인 비극 <죽어가는 카토(1732)>와 <아기스(1745)>, <파리의 성 바돌로매의 밤(1745)>, <독일연극집(1740,1745)> 등에서 그는 냉정하고 투철한 비판을 토대로 작품을 저술하였기 때문이다.

## 작품의 의의
그가 요한 야콥 보드머와 요한 야콥 브라이팅어를 필두로 많은 비판을 받았다고 하지만, 교조주의라 불리는 그러한 그의 비판의 이면에는 그가 가지는 가치 또한 내포된다.
그는 영국의 도덕 주간지 <태틀러The Tatler(1709년 이후)>와 〈스펙테이터 The Spectator〉(1711 이후) 등에서 일련의 모방 작품인 (처음에는 함부르크에서 발표한) 〈이성적인 사람 Der Vernünftler〉을 발표하고, 그 속에서 저널리즘 특유의 문체를 발전시켰다. 또한, 그를 본따서 시민의 교양 또한 높이기 위하여, 두 개의 연속간행물 〈이성적인 부인 Die vernünftigen Tadlerinnen〉(1725/26)과 〈비더만 Biedermann〉(1727/29)을 발행하였다. 그 속에서 우리는 그의 문학적, 작가로서 새로운 장르 개척적 노력을 발견할 수 있을 것이다.
당시 문학은 그에게 있어서 학습하는 것으로 생각되었다 — "이성적이라는 것은 올바른 문체의 원칙이며 원천이다." 이렇게 하여 그의 〈비판적 시학의 시도〉가 완성되었다. 여기에서 바로크 양식으로부터 완전히 탈피하여 모든 불가사의한 것과, 있을 수 없는 것을 거부하는 문학론이 나왔다.
그는 또 모범적인 마이센 언어에 토대를 둔 〈독일 문체론〉(Sprachkunst, 1748)을 저술했는데, 이것은 순수한 독일어의 교본으로서 그 영향력이 지대하여, 남북 통일의 공통 표준어의 결정적인 육성에 매우 중요한 역할을 했다. 이러한 공통 표준어의 육성은 문학사적 뿐만이 아니라 언어학적으로도 중요한 의의를 가지는 사건으로, 이는 고트셰트가 문학사에 있어서 그 영향력이 미미하지 않음을 의미하는 증거이기도 하다.
그는 <고대 그리스ㆍ로마인의 법칙에 따라 이루어진 독일 극장>(6권.1740)에 의해 프랑스 고전극의 엄격한 법칙을 받아들인 것이지만, 삼일치(三一致)의 법칙을 제창하여 진지한 연극의 확립을 역설하였다. 그래서 배우로 하여금 각본을 존중할 것을 가르침과 함께 배우의 사회적 지위의 향상을 요구하고, 또 프랑스극을 번역ㆍ상연하던 당시 유행의 오페라를 배격하고, 어릿광대를 무대에서 축출하려 했다. 이러한 일에는 자작의 비극 <죽어가는 카토>(1732)도 큰 힘이 되었다. <독일 어법의 기초>(1748)에 의해, 위에 언급된 남북 표준어의 육성과 더불어 국어 개량에 남긴 공적도 적지 않지만, 재능이 있는 그의 부인 루이제(Luise, 1713∼1762)와 함께 문예잡지를 발간하고, 여우(女優) 노이버(Neuber, 1697∼1760)와 함께 연극 개량의 실천적 활동에 남긴 업적은 상찬(賞讚)(칭찬받아 마땅한 업적)할 만한 것이다.

## 레싱과의 비교

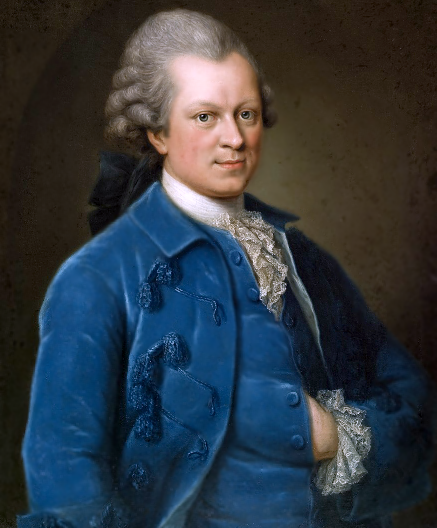
고트홀트 에프라임 레싱의 초상화, 가츠(Anna Rosina de Gasc) 1767/68 작, 독일 할버슈타트 글라임하우스 박물관 소재

고트셰트는 계몽주의시대의 극작가 레싱과 함께 종종 비교되기도 하는데, 레싱은 고트셰트의 견해를 반박하기로 유명한 작가이기 때문이다. 레싱은 프랑스 고전작가의 모범을 이어받은 고트셰트의 견해를 배척하고 셰익스피어의 비범한 작품을 추천했다. 레싱은 고트셰트가 주장한 드라마이론에서의 삼 일치 엄수의 한계성을 지적하고, 그에서 신분제한을 극복하고 진정한 의미에서의 시민이 위주가 된 계몽주의 문학을 주도했다.
레싱은 고트셰트가 독일의 사고방식을 전혀 고려하지 않고 무대예술인 드라마를 프랑스적인 틀에 강제로 맞추려했다고 하면서, 그것은 졸렬한 시도에 불과하다고 비난했다. 레싱은 프랑스의 계몽주의자 드니 디드로와 더불어 혁명적인 시민미학의 대표자로서 극장무대를 “유용과 교술 (prodesse et docere)”의 장이라 규정하면서 계몽주의 특유의 교술적 효과를 강조했다. 고트셰트가 교술목적을 문학의 본질로 강조하는 것이 현학적인데 비해 레싱은 교술적 효과를 지나치게 의식하지 않고 문학의 자연스러운 발생현상으로 이해했다. 레싱이 연극의 오락성을 교술성과 동일선상에서 해석하고 있는 것은 연극을 사회현상으로 간주하기 때문이다. 즉, 연극을 통해 관중의 인간성을 발전시킴으로써 교육적인 기능을 수행한다고 본 것이다.
레싱 이후 독일연극에서는 속박을 벗어난 시민 스스로가 연극의 주인공이 되었다고 한다. 고트셰트와 오피츠는 비극을 통해서 사회학적으로 탁월한 영웅들을 다루어야하고, 희극에서만이 시민생활에서 나타나는 갈등을 묘사할 수 있다고 주장했다. 반면 레싱은 이런 생각을 무너뜨리고, 작가가 시민생활에서도 비극에서 다룰 수 있는 비극적 갈등을 보여줄 수 있다고 보고 시민생활에 어필했다는 데서 고트셰트와 차이점을 가진다.

## 문학사적 의의

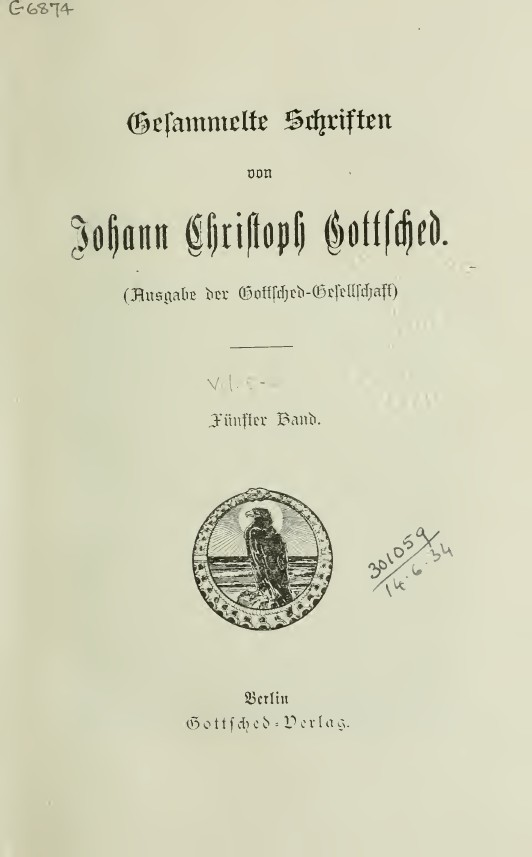
Gedichte

고트셰트는 독일 문학사에 있어 한 단계를 장식한 과도기적 작가 중 중요한 한 인물로 설명될 수 있다.
분명 레싱이 고트셰트에 비해 연극적 범위를 넓히고, 그의 한계점에 대해 지적한 부분은 문학사적으로 발전을 가져다주었다. 하지만 고트셰트 또한, 단순 모방이 아닌, 당시에는 없던 예술의 역할을 그의 저서 비판적 시학 시론과 연극 개혁에 대한 시도를 통해 강조했다는 것은, 문학사적으로 과도기적 발전에 도움을 주었다는 의의 뿐만이 아니라, 고트셰트적 특징이라는 그 자체로서도 의미를 가질 수 있을 것이다. 따라서 우리는, 고트셰트가 문학사적으로 어떠한 발전단계에 어떠한 기인을 하였는지, 그리고 그 단계에서 어떠한 특징을 가지는 지 주목할 필요가 있을 것이다.

## 참고 문헌
- 헤어코터, 하인리히: "독일문학사", 다름슈타트, 1962
- 김연정: "G. E. Lessing의 드라마 반전기법과 시민비극의 특징 - <Freigeist>와 <Miss Sara Sampson>을 중심으로"
- 네이버 인명사전, '문학인', 독일문학인, URL: <https://terms.naver.com/entry.nhn?docId=877592&cid=963&categoryId=963>
- 네이버 지식백과, '독일문학', 독일문학 일반, URL: <https://terms.naver.com/entry.nhn?docId=1050731&cid=268&categoryId=1085>
- 두산백과, URL: <https://terms.naver.com/entry.nhn?docId=1062514&cid=200000000&categoryId=200003883>